# Länsväg 365
De Zweedse weg 365 (Zweeds: Länsväg 365) is een provinciale weg in de provincies Västerbottens län en Norrbottens län in Zweden.

## Plaatsen langs de weg
- Åsele
- Tuvträsk
- Lycksele
- Husbondliden
- Rusksele
- Kvarnåsen
- Norsjövallen
- Norsjö
- Glommersträsk

## Knooppunten
- Riksväg 92 bij Åsele (begin)
- Länsväg 360: begin gezamenlijk tracé, Länsväg 353 bij Lycksele
- Länsväg 360: einde gezamenlijk tracé, in Lycksele
- Länsväg 363 bij Rusksele
- Länsväg 370 bij Norsjö
- Riksväg 95 bij Glommersträsk (einde)